# Cuesta abajo (tango)
"Cuesta abajo" es un tango cuya letra pertenece a Alfredo Le Pera en tanto que la música es de Carlos Gardel, que fue grabado por Gardel con la orquesta dirigida por Terig Tucci para el sello Victor en julio de 1934. La letra se centra en un protagonista que, ya en decadencia, evoca el pasado que añora y, en especial, la mujer que quiso. El tango fue compuesto como resultado de las discusiones que se produjeron en pleno rodaje de la película del mismo nombre respecto del desenlace que se le daría al filme, y fue incluido en una escena del mismo. Una vez difundido este tango alcanzó inmediato éxito dentro y fuera de Argentina.

## Los autores
Carlos Gardel. No hay unanimidad en cuanto su país de nacimiento. Francia y Argentina lo reclaman pero también Uruguay ya que él mismo lo dijo. -  Medellín, Colombia, 24 de junio de 1935) fue un cantante, compositor y actor de cine que vivió desde su infancia en Buenos Aires y se nacionalizó argentino en 1923. Es el más conocido representante del género en la historia del tango, iniciador y máximo exponente del "tango canción",
Alfredo Le Pera Sorrentino (São Paulo, Brasil, junio de 1900 - Medellín, Colombia, 24 de junio de 1935), hijo de padres argentinos vivió en Argentina desde los dos meses de edad. Fue un letrista, crítico de arte, escritor y periodista  autor de la letra de los más conocidos tangos cantados por Carlos Gardel, entre las cuales puede mencionarse, además de Cuesta abajo, a Mi Buenos Aires querido, Por una cabeza, El día que me quieras, Soledad y Sus ojos se cerraron. También fue el guionista de las películas de Gardel, tanto en Francia como en Estados Unidos.

## Génesis del tango
Cuenta la actriz Mona Maris que cuando estaban en pleno rodaje de la película del mismo nombre el director Louis Gasnier, el guionista, los productores y los intérpretes  discutieron respecto del desenlace que se le daría al conflicto contenido en la trama del filme, acordándose finalmente por aquel en que el protagonista encarnado por Gardel descubría la traición de Raquel, contenía su violencia hacia ella y se retiraba a un café donde expresaría su ánimo con un tango dramático. Según la actriz, durante el resto del día e incluso en esa misma noche, se escribieron los textos y las escenas que se rodarían al día siguiente.
El filme tuvo éxito de público pero recibió comentarios críticos en las publicaciones desde Homero Manzi en la revista Antena hasta Caras y Caretas, si bien dejando a salvo la calidad de las canciones. El tango incluido en una escena del mismo alcanzó inmediato éxito dentro y fuera de Argentina.

## Valoración
Manuel Adet opinó:

“Cuesta abajo” parece un tango escrito para completar “Volver”. Impresiona como la historia del mismo personaje visto desde otra perspectiva. El inicio es uno de los más bellos del genero: “Si arrastré por este mundo/ la vergüenza de haber sido/ y el dolor de ya no ser”. Y los versos que siguen: “Bajo el ala del sombrero,/ cuántas veces embozada/ una lágrima asomada/ yo no pude contener”. Impecable la imagen del sombrero intentando disimular con su ala requintada el dolor de una lágrima. “Cuesta abajo” es también un “Volver”. Lo dice expresamente en una de sus estrofas: “...si fui flojo, si fui ciego,/ solo quiero que hoy comprendas/ el valor que representa el coraje de querer”. Después otros versos de antología, como, por ejemplo: “Por seguir tras de tu huella/ yo bebí incansablemente/ en la copa del dolor”. Para después confesar: “... pero nadie comprendía/ que si yo todo lo daba/ en cada vuelta dejaba/ pedazos del corazón”.

## Grabaciones
Algunas de las grabaciones son las siguientes:
Carlos Gardel  con la orquesta de Terig Tucci el 30 de julio de 1934 en Nueva York para Victor; la orquesta de  Francisco Canaro con Carlos Galán el 19 de septiembre de 1934; y con Argentino Ledesma el 26 de noviembre de 1969; Rodolfo Galé con la orquesta de José Basso el 9 de diciembre de 1953; Roberto Goyeneche para el sello TK en 1961; Edmundo Rivero con guitarras en junio de 1968 para Philips; Hugo del Carril con guitarras para Odeon en julio de 1968; Jorge Sobral con la orquesta de Mario Demarco en 1969; Susana Rinaldi en 1976, entre otros.